# Roncadelle
Roncadelle település Olaszországban, Lombardia régióban, Brescia megyében. Lakosainak száma 9201 fő (2023. január 1.). Roncadelle Castegnato, Gussago, Torbole Casaglia, Travagliato, Brescia és Castel Mella községekkel határos.

## Népesség
A település lakossága az elmúlt években az alábbi módon változott:
| Lakosok száma | 9560 | 9448 | 9201 |
|               | 2017 | 2018 | 2023 |

## Testvérvárosok
- Zavidovići, Bosznia-Hercegovina